# بخش جکسون (شهرستان ون ورت، اوهایو)
بخش جکسون (به انگلیسی: Jackson Township) یک منطقهٔ مسکونی در ایالات متحده آمریکا است که در شهرستان وان ورت، اوهایو واقع شده‌است.
 بخش جکسون ۵۷٫۸ کیلومتر مربع مساحت و ۴۸۱ نفر جمعیت دارد و ۲۲۵ متر بالاتر از سطح دریا واقع شده‌است.